# Гнута
Тази статия се отнася за антилопата Connochaetes taurinus. За проекта за свободна операционна система, вижте GNU.
Гнутата (Connochaetes) са род едри, африкански кравоподобни антилопи от семейство кухороги (Bovidae). Думата гну идва от езика на югозападно-африкански народ, като наподобява звука (мученето) на тези антилопи. Четвърт милион антилопи гну умират по време на ежегодното пътуване.

## Описание
Масивното им тяло е странично сплеснато и достига до 2,4 m дължина (без опашката, дълга 65 – 100 cm), 1,3 m височина и тегло от 140 до 220 kg. Достигат скорост до 70 km/h. Имат дълги, здрави крака и конска грива и опашка. Главата им е голяма, четвъртита, с широка муцуна. И двата пола имат не много дълги рога, извити към върха леко навътре.

## Видове
- Connochaetes gnou – белоопашато гну
- Connochaetes taurinus – ивичесто гну

| Портал | Портал „Африка“ съдържа още много статии, свързани с Африка. Можете да се включите към Уикипроект „Африка“. |